# Douarnenez
Douarnenez är en kommun i departementet Finistère i regionen Bretagne i västra Frankrike. Kommunen ligger i kantonen Douarnenez som tillhör arrondissementet Quimper. År 2022 hade Douarnenez 14 188 invånare.

## Befolkningsutveckling
Antalet invånare i kommunen Douarnenez
Referens:INSEE